# Paraphanocles keratosqueleton
Paraphanocles keratosqueleton är en insektsart som först beskrevs av Olivier 1792.  Paraphanocles keratosqueleton ingår i släktet Paraphanocles och familjen Diapheromeridae. Inga underarter finns listade i Catalogue of Life.